# Música gharnati
El gharnati o música gharnati (en árabe: الغرناطي‎) designa aquel repertorio de música árabe de la Escuela de Tremecén en Argelia y lleva en conmemoración, el nombre de la ciudad española de Granada, el último bastión musulmán de la península Ibérica. Los granadinos, que abandonaron la región frente a la Reconquista traen al Magreb sus tradiciones musicales, cuyo estilo deriva de una simbiosis cultural, entre diversas contribuciones árabe-ibéricas.
El gharnati generalmente se presenta en una pequeña formación, compuesta de músicos, tanto instrumentistas como cantantes, y promueve el canto solista. Las canciones son interpretadas, al unísono, por un pequeño conjunto, a veces enriquecido con ornamentos vocales, como el mounchid, que diferencia a los gharnati de otros estilos de música árabo-andalusí.

## Historia
Granada y Tlemcén compartieron intereses comunes y establecieron alianzas: las dinastías Nazarí de Granada y Ziyánida se unieron contra la Corona aragonesa y la dinastía Benimerín, ambos previamente asociados con Nasrid en el siglo XIII. Las alianzas, así como la estabilidad política del reino ziyánida, que no conoció períodos de anarquía como el reino benimerín, también han llevado a un gran número de familias granadinas a refugiarse en Tlemcén, a la caída de Granada. Los moriscos, expulsados en 1609, refuerzan a su vez el legado árabe-andalusí en esa ciudad.
Jerrilynn D. Dodds, con reminiscencias de la práctica de gharnati en Tlemcén y Orán, también menciona su establecimiento por familias argelinas en las ciudades marroquíes de Uchda y Rabat.

## La música gharnati en Argelia
En Argelia, esta forma es reclamada por la escuela de Tlemcén. Sin embargo, de acuerdo con Rachid Aous y Mohammed Habib Samrakandi, el término designa más ampliamente el repertorio andalusí, incluyendo el houzi y el aroubi, en oposición a la música moderna.